# Пристороны
Пристороны (бел. Пры́стараны) — посёлок в Терешковичском сельсовете Гомельского района Гомельской области Республики Беларусь.

## География

### Расположение
В 8 км от железнодорожной станции Уть (на линии Гомель — Чернигов), 13 км на юг от Гомеля.

### Гидрография
На реке Уть (приток реки Сож).

## Транспортная сеть
Транспортные связи по просёлочной, затем автомобильной дороге Старые Яриловичи — Гомель. Планировка состоит из короткой прямолинейной улицы, ориентированной с юго-востока на северо-запад. Застройка деревянная усадебного типа.

## История
Основан в начале XX века переселенцами из соседних деревень. В 1926 году работал почтовый пункт, в Новотерешковичском сельсовете Дятловичского района Гомельского округа. В 1932 году жители вступили в колхоз. Во время Великой Отечественной войны в сентябре 1943 года немецкие оккупанты полностью сожгли посёлок и убили 4 жителей. 6 жителей погибли на фронте. В 1959 году в составе совхоза «Новобелицкий» (центр — деревня Терешковичи).

## Население

### Численность
- 2019 год — 14 жителей

### Динамика
- 1926 год — 12 дворов, 65 жителей.
- 1940 год — 14 дворов.
- 1959 год — 101 житель (согласно переписи).
- 2004 год — 16 хозяйств, 28 жителей.
- 2009 год — 20 жителей (перепись населения).
- 2019 год — 14 жителей (перепись населения).